# Edgar Selge
Pour les articles homonymes, voir Selge.
Edgar Selge, né le 27 mars 1948 à Brilon (Rhénanie-du-Nord-Westphalie), est un acteur allemand.

## Biographie
Edgar Selge grandit dans une famille protestante à Herford où son père était directeur de prison. La famille vivait à quelques mètres de la prison. Après avoir fréquenté le Herforder Friedrichs-Gymnasium, il poursuit ses études secondaires au Christian-Dietrich-Grabbe-Gymnasium à Detmold, où il obtient son diplôme en 1967.
Depuis 1985, Edgar Selge est marié à l'actrice allemande Franziska Walser, fille de l'écrivain Martin Walser. Ils ont deux enfants, Jakob Walser qui est aussi acteur et une fille, Maria Walser . Edgar Selge et Franziska Walser sont membres de  BASTA - L'Alliance pour les malades mentaux, une association contre la discrimination des malades mentaux.

## Carrière
Il étudie le piano à l’Académie de musique de Detmold et poursuit cette formation à Vienne, puis il l’interrompt et déménage à Munich où il rejoint une troupe de théâtre pour la préparation et la réalisation d'une revue sur la social-démocratie allemande.
De 1969 à 1972 il étudie entre autres la philosophie Ernesto Grassi, la germanistique à Munich et à Dublin. Dès 1974, il fréquente l'école Otto Falckenberg et complète sa formation d'acteur en 1975.
Dès 1978, Edgar Selge a un engagement théâtral au Kammerspiele de Munich. Il tient les rôles d’André Kragler dans Tambours dans la nuit de Bertolt Brecht (1979), Sir Andrew Aguecheek dans La nuit des rois de William Shakespaere (1980), Saint-Just dans La mort de Danton de Georg Büchner (1980), le Secrétaire dans Marie-Madeleine de Hebbel (1981), Arcas dans Iphigénie en Tauride de Goethe (1981), Marinelli dans Emilia Galotti de Lessing (1984), Maître Lumière (Licht) dans La cruche cassée de Heinrich von Kleist (1986), George Garga dans Dans la jungle des villes de Bertolt Brecht (1988), Arnholm dans La dame de la mer d'Ibsen (1989).
En août 1991, Edgar Selge quitte l'ensemble du Kammerspiele de Munich, mais continue d'y être invité. Il se fait connaître d’un plus large public grâce à la série Polizeiruf 110 où il tient le rôle central du commissaire Jürgen Tauber, sans oublier ses rôles dans des séries telles Le Renard, Derrick, Tatort .
Le réalisateur et scénariste Titus Selge (de) est un neveu d'Edgar Selge. En 2017, ils collaborent ensemble pour le film Unterwerfung, une adaptation du roman de Michel Houllebecq Soumission. Edgar Selge y tient le rôle principal.

## Engagements théâtraux
- Kammerspiele Munich
- Schillertheater Berlin
- Burgtheater Vienne
- Schauspielhaus Zürich
- Deutsches Theater Berlin
- Städtische Bühnen Frankfort
- Deutsches Schauspielhaus Hambourg
- Théâtre Maxime Gorki Berlin
- Schauspiel Stuttgart

## Filmographie partielle

### Au cinéma
- 1992 : Der nächtliche Besucher de Konrad Sabrautzky : Roby
- 1995 : Rudy de Peter Timm : le Dr Walter
- 1996 : Hamsun de Jan Troell : Terboven
- 2001 : L'Expérience d'Oliver Hirschbiegel : le Pr Klaus Thon
- 2007 : The Debt d'Assaf Bernstein : Max Rainer
- 2009 : Lippels Traum de Lars Büchel : Mr Schmiedle
- 2010 : Poll de Chris Kraus : Ebbo von Siering
- 2012 : Ludwig II. de Marie-Noëlle Sehr et Peter Sehr : Richard Wagner
- 2013 : Zones humides (Feuchtgebiete) de David Wnendt : le Dr Notz
- 2013 : Le Cinquième Pouvoir (The Fifth Estate) de Bill Condon : le père de Daniel
- 2014 : Miss Sixty de Sigrid Hoerner : Frans Winther
- 2015 : Bach in Brazil de Ansgar Ahlers : Marten Brückling

### A la télévision

#### Téléfilms
- 1998 : Das Böse de Christian Görlitz : Le commissaire Lütkins
- 2009 : L'Amie de ma fille de Josh Broecker : Paul
- 2012 : Hannas Entscheidung de Friedemann Fromm : Karl Forster
- 2012 : L'Homme-chat de Wolfgang Panzer
- 2014 : Das Zeugenhaus de Matti Geschonneck : Mr Gärtner
- 2015 : Ein großer Aufbruch de Matti Geschonneck : Adrian
- 2017 : So auf Erden de Till Endemann : Johannes Klare
- 2018 : Unterwerfung de Titus Selge : François
- 2020 : Das Geheimnis der Freiheit de Dror Zahavi : Golo Mann

#### Séries télévisées
- 1986 : Der Fahnder : Totes Rennen : Eberhard Köhler
- 1987 : Le Renard : Une mort douce (Der sanfte Tod) : Erich Wehrmann
- 1987 : Le Renard : Un plan diabolique (Ein teuflischer Plan) : Berhnard Hittfeld
- 1988 : Derrick  : L'affaire Druse (Die Mordsache Druse) : Armin Rasche
- 1989 : Tatort : Armer Nanosh : Heinrich Frohwein
- 1989 : Le Renard : Un coup de feu (Der Schuss) : Bernd Wolf
- 1996 : Wolff, police criminelle : Cherchez la femme : Alfred Kreisler
- 1998 : Une équipe de choc : Le dragon rouge (Auge um Auge) : Habicht
- 1998 : Tatort : Gefallene Engel : Bruno Ellner
- 1998–2009 : Polizeiruf 110 (21 épisodes) : Le commissaire Jürgen Tauber
- 2000 : Jahrestage (4 épisodes) : Rohlfs
- 2011 : Tatort : Altes Eisen : Arno Hütten
- 2013 : Tatort : Machtlos

## Distinctions
- 2000 : Prix du film allemand (Deutscher Filmpreis) : Meilleur acteur pour Drei Chinesen mit dem Kontrabass
- 2003 : Prix de la télévision allemande (Deutscher Fernsehpreis) : Meilleur acteur principal pour Polizeiruf 110
- 2006 : Prix Adolf Grimme en Or pour Polizeiruf 110 [7]
- 2007 : Prix Adolf Grimme pour Polizeiruf 110
- 2007 : La Goldene Kamera : Meilleur acteur allemand
- 2008 : Prix de la télévision bavaroise (Bayerischer Fernsehpreis) : Meilleur acteur de série pour Angsthasen [8]
- 2009 : Le Bambi : Meilleur acteur national pour Jenseits der Mauer [9]
- 2009 : Le Bobby pour Polizeiruf 110 (Prix annuel décerné par l’association Lebenshilfe à des personnes concernées par les besoins des personnes handicapées) [10]
- 2010 : Prix de la télévision bavaroise (Bayerischer Fernsehpreis) : Meilleur acteur pour Poll
- 2014 : Le Seoul International Drama Awards : Meilleur acteur
- 2016 : Acteur de l’année du magazine de théâtre allemand Theater heute pour Unterwerfung [11]
- 2016 : Prix national du théâtre allemand (Deutscher Theaterpreis Der Faust) pour Unterwerfung
- 2016 : Le prix Rolf Mares (prix théâtral de la ville de Hambourg) pour Unterwerfung

## Publications
- Edgar Selge: Hast du uns endlich gefunden. Rowohlt Verlag, Hamburg November 2021, 6. Auflage Dezember 2021.  (ISBN 978-3-498-00122-3).